# Северозападносемитские языки
Северозападносемитские языки — группа (надгруппа) семитской языковой семьи, включающее коренные языки Леванта. Возникли из прасемитского языка в раннем бронзовом веке. Впервые это засвидетельствовано в именах собственных, идентифицированных как аморейские, в эпоху средней бронзы. Самые древние найденные связные тексты — на угаритском языке, и относятся к позднему бронзовому веку, к которому ко времени распада бронзового века присоединились древнеарамейский, а к железному веку — сутейский язык и ханаанские языки (древнееврейский, финикийский/пунический, эдомитский и моавитский).
Термин предложен немецким лингвистом Карлом Броккельманом в 1908 году. Северозападносемитские языки имеют много общих черт в грамматике и лексике.
Северозападносемитские языки (вместе с арабским) относятся к центральносемитским языкам, одной из трех групп семитских языков (две другие — современные южноаравийские языки и эфиосемитские языки).

## Список языков
К северо-западным семитским языкам относят:
- угаритский[4],
- Арамейские языки[4] (имперский арамейский, мандейский, туройо и др.)
- Ханаанские языки[4]
  - финикийский,
    - пунический,

  - древнееврейский,
    - иврит
- аморейский[источник не указан 84 дня],
- самальский[5]

Иногда к этой ветви сближают тайманитский язык.